# Carlo Sforza
Carlo Sforza (23 de septiembre de 1872-4 de septiembre de 1952) fue un diplomático y político italiano. Antifascista, tuvo el título nobiliario de conde de Sforza y ejerció el cargo de ministro de Relaciones Exteriores de Italia.

## Biografía
Carlo IV Sforza nació en Lucca era hijo de Giovanni Sforza (1846-1922) di Montignoso di Lunigiana descendiente del duque de Milán Francisco I Sforza (1401-1466), y su madre era Elisabetta Pierantoni. Al morir su hermano mayor heredó el título de conde, estudió leyes en Pisa y fue alumno de Enrico Ferri y de Lodovico Mortara.
Entró en el servicio diplomático de Italia en 1896. Sirvió en el El Cairo, París, Estambul, Pekín, Bucarest, Madrid, Londres y Belgrado y tras la Primera Guerra Mundial fue nombrado Ministro de Asuntos Exteriores en el gobierno de Giovanni Giolitti. En 1921 Sforza se enfrentó a los partidos de extrema derecha por la firma del Tratado de Rapallo, que devolvía el importante puerto de Fiume a Yugoslavia.
Posteriormente Carlo IV Sforza fue nombrado embajador en Francia pero renunció a su puesto después de que Benito Mussolini llegara al poder en 1922. Dirigió la oposición antifascita en el Senado y finalmente fue obligado a exiliarse en 1926. Mientras vivía en el exilio Sforza publicó los libros Dictaduras europeas, Italia contemporánea y Síntesis de Europa. Afirmaba que Italia, una nación con una tradición tan antigua y rica podía permitirse el lujo de esperar.
Sforza vivió en Francia hasta la ocupación alemana de junio de 1940. Entonces se trasladó a Inglaterra, y posteriormente a los Estados Unidos. Aguardó a la rendición de Italia en septiembre de 1943 y regresó a su país en junio de 1944 tras aceptar la oferta de Ivanoe Bonomi de unirse a su gobierno provisional antifascista. En 1946 Sforza se convirtió en miembro del Partido Republicano Italiano.
Nuevamente como ministro de Asuntos Exteriores (1947-1951) apoyó el Programa de Recuperación Europa y la firma del Tratado de Trieste. Fue un defensor convencido de a política proeuropea y uno de los artífices de la Italia de postguerra, y con el gobierno De Gasperi llevó a Italia al Consejo de Europa. El 18 de abril de 1951 firmó el Tratado que creaba la Comunidad Europea del Carbón y del Acero, convirtiendo a Italia en uno de sus miembros fundadores.
Contribuyó, desde el ámbito político-intelectual de una forma importante, a liderar la corriente de pensamiento europeísta, expresada en artículos de revistas de la época y en libros como Los Estados Unidos de Europa, publicado en 1929.
Murió en Roma en 1952.